# Kurd von Mosengeil
Kurd Friedrich Rudolf von Mosengeil, auch Curd Friedrich Rudolf von Mosengeil (* 7. März 1884 in Bonn; † 5. September 1906 am Wildgall in der Rieserfernergruppe) war ein deutscher Physiker.

## Leben
Kurd von Mosengeil war einziger Sohn und jüngstes Kind von Karl von Mosengeil und ein Student von Max Planck. Letzterer hatte 1905 als erster für Albert Einsteins Relativitätstheorie in einem Kolloquium an der Humboldt-Universität zu Berlin Partei ergriffen. In den darauffolgenden Jahren veröffentlichte Planck mehrere Arbeiten, in denen er weitere Schlussfolgerungen aus Einsteins Theorie darlegte. Er konnte seinen Assistenten Max von Laue und seinen Studenten Kurd von Mosengeil dafür interessieren, als erste über die spezielle Relativitätstheorie zu habilitieren bzw. zu promovieren.
Durch den Unfalltod Mosengeils während einer Bergtour in Südtirol im September 1906 konnte dieser seine Forschungen nicht mehr fortsetzen. Wie aus einem Brief Max Plancks an Wilhelm Wien vom 26. Januar 1907 hervorgeht, ließ er die Dissertation Mosengeils von Max von Laue kürzen und für den Druck in den Annalen der Physik vorbereiten. Er verbürgte sich persönlich für deren Inhalt und glaubte an den bleibenden Wert von Mosengeils Untersuchungen. Damit behielt Max Planck Recht, denn Mosengeils 1907 publizierte Dissertation war wegweisend für weitere Forschungen auf dem Gebiet der relativistischen Thermodynamik, wo Mosengeil die Arbeiten von Friedrich Hasenöhrl mit denen von Hendrik Antoon Lorentz und Albert Einstein zur speziellen Relativitätstheorie verband.

## Werk
- Theorie der stationären Strahlung in einem gleichförmig bewegten Hohlraum. Annalen der Physik (1907), 22, S. 867–906.